# 胡裕树
胡裕树（1918年7月24日—2001年11月22日），笔名胡附，男，安徽绩溪人，中国语言学家，曾任中国语言学会常务理事。